# Ellertsveld (Drenthe)
Het Ellertsveld is een natuurgebied centraal gelegen bij het openluchtmuseum van Schoonoord in de provincie Drenthe.
Hoewel het gebied tegenwoordig behoorlijk bebost is, was het in vorige eeuwen een uitgestrekt heideveld.
De naam zou verwijzen naar Ellert uit de sage van Ellert en Brammert. In het gebied ligt het hunebed de Papeloze kerk.